# Pajacuarán
Pajacuarán es una población de la región Lerma-Chapala ubicada en el noroeste del estado mexicano de Michoacán. Es cabecera del municipio homónimo. Se encuentra a una altitud de 1520 m s. n. m.

## Toponimia
El nombre Pajacuarán se atribuye a la lengua chichimeca y se traduce como ‘lugar de hongos’. Otra versión lo atribuye a la combinación de los vocablos purépechas paxakua (hongo comestible) y arhani (comer), que habrían resultado en la palabra Paxakuarhani.

## Historia
En la zona existió la laguna de Pajacuarán, la cual era alimentada por el río Duero. Los asentamientos chichimecas se hicieron en una isla de la laguna, la cual fue habitada posteriormente por los mexicas y más tarde por los purépechas. Durante la época de la conquista el lugar fue sometido por Nuño de Guzmán. Desde un cerro cercano, los exploradores españoles vieron por primera vez la laguna de Chapala.
En 1530, el primer evangelizador en presentarse en la zona fue fray Juan de Badías, quien llamó al pueblo con el nombre de «San Cristóbal Paxacuarán», perteneciendo a la parroquia de Ixtlán. En 1789, Pajacuarán cambió a su ubicación actual, el antiguo asentamiento, que era una isla, es ahora un pequeño cerro que se conoce como Pueblo Viejo. 
Durante la guerra de la independencia de México Pajacuarán fue escenario de confrontaciones entre realistas e insurgentes. En 1825, consumada la independencia, fue tenencia de Ixtlán, y éste, a la vez, dependió del municipio de Zamora. El 27 de noviembre de 1922, por instancias del diputado Luis Mora Tovar y del arzobispo José Mora y del Río, fue creado el municipio de Pajacuarán, siendo la localidad su cabecera.

## Demografía
Cuenta con 10 988 habitantes, lo que representa un incremento promedio de 0.95 % anual en el período 2010-2020 sobre la base de los 10 014 habitantes registrados en el censo anterior. Ocupa una superficie de 3.81 km², lo que determina al año 2020 una densidad de 2884 hab/km².
| Gráfica de evolución demográfica de Pajacuarán entre 1900 y 2020                                            |
| |
| Población de los censos y conteos del Instituto Nacional de Estadística y Geografía (INEGI) de 1900 a 2020. |

En el año 2010 estaba clasificada como una localidad de grado medio de vulnerabilidad social. Según los resultados del estudio de rezago social, aproximadamente 4400 personas mayores de 15 años no habían completado su educación básica y más de 3200 no tenían derecho a servicios de salud.
La población de Pajacuarán está mayoritariamente alfabetizada (5.96 % de personas mayores de 15 años analfabetas al año 2020) con un grado de escolarización en torno de los 7.5 años.

## Economía
Las principales actividades económicas de la localidad son la agricultura, especialmente los cultivos de sorgo, maíz, cártamo y trigo; y la ganadería de bovinos, aves y cerdos.

## Tradiciones
Pajacuarán, Michoacán, tiene tradiciones como la Fiesta de los Judas y las Posadas Navideñas. 
Fiesta de los Judas
- Esta tradición se celebra durante la Semana Santa, desde el domingo de ramos hasta el miércoles de la Semana Santa.
- La fiesta culmina el domingo de resurrección con un concurso de judas.
- Los participantes visten trajes elaborados que combinan elementos indígenas y cristianos.
- Los judas recolectan dinero con la mano izquierda y un paliacate rojo, en representación de quemar el pecado.
- El concurso incluye baile, "tronido" de chirrión y originalidad de las frases que porta cada Judas.

Posadas Navideñas 
- Se celebra durante los 9 días previos a la Nochebuena.
- Representa el peregrinaje de María y José desde Nazareth hasta Belén.
- Las calles se visten de gala y se llenan de luces, cantos y comida tradicional.
- Culmina con la entrega del Niño Dios en el templo parroquial de San Cristóbal.